# Tenis ziemny na Letnich Igrzyskach Olimpijskich 1984
Tenis ziemny na Letnich Igrzyskach Olimpijskich 1984 – demonstracyjny turniej tenisowy, który był rozgrywany podczas igrzysk w Los Angeles. Zawodnicy zmagali się na obiektach Los Angeles Tennis Center. Rywalizowano w dwóch konkurencjach: singlu mężczyzn i kobiet. W zawodach brać mogli jedynie tenisiści do 21 roku życia.
Tenis ziemny był częścią igrzysk olimpijskich po raz pierwszy od 1968 roku, gdy także miał formę demonstracyjną (zorganizowano też zawody pokazowe). Na kolejnych igrzyskach, po 64 letniej przerwie, sport ten powrócił do oficjalnego programu olimpijskiego.

## Klasyfikacja miejsc
| Konkurencja             | 1. miejsce    | 2. miejsce       | 3. miejsce        |
| ----------------------- | ------------- | ---------------- | ----------------- |
| Gra pojedyncza mężczyzn | Stefan Edberg | Francisco Maciel | Jimmy Arias       |
| Gra pojedyncza mężczyzn | Stefan Edberg | Francisco Maciel | Paolo Canè        |
| Gra pojedyncza kobiet   | Steffi Graf   | Sabrina Goleš    | Raffaella Reggi   |
| Gra pojedyncza kobiet   | Steffi Graf   | Sabrina Goleš    | Catherine Tanvier |